# Ileozäkalklappe

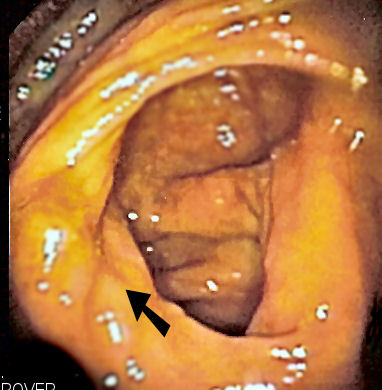
Endoskopische Sicht auf die Bauhin-Klappe

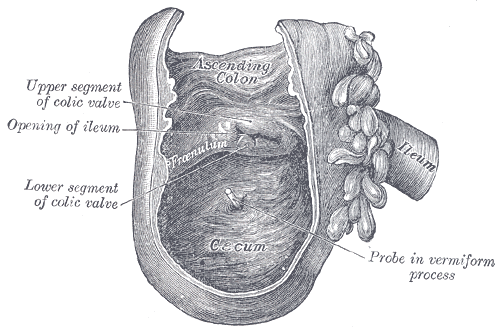
Abbildung aus Gray’s Anatomy

Die Ileozäkalklappe oder Ileocaecalklappe (lateinisch Valva ileocaecalis), auch Ileozökalklappe, ist ein funktioneller Verschluss („Ventil“) zwischen Dick- und Dünndarm. Sie wölbt sich im rechten Unterbauch als Einstülpung des letzten Anteils des  Ileums (Krummdarm) in den Dickdarm vor. Benannt nach Caspar Bauhin wird sie als Bauhin-Klappe oder Bauhinsche Klappe bezeichnet.

## Aufbau und Funktion
Ursprünglich unterschied man jeweils eine obere (Labrum ileocolicum oder superius) und untere Lippe (Labrum ileocaecale oder inferius). Endoskopische Untersuchungen haben jedoch gezeigt, dass die Ileozäkalklappe beim lebenden Menschen rund ist und keine Lippen aufweist. Die Lippen sind ein Artefakt, welches erst durch den Tod des Menschen entsteht.
Die Ileozäkalklappe dient als funktioneller Verschluss zwischen Dick- und Dünndarm und ist normalerweise nur in Richtung Dickdarm durchgängig, indem bei Dehnung des Darms ventilartig verhindert wird, dass Darminhalt – und mit diesem Bakterien – in den deutlich keimärmeren Endabschnitt des Ileums eindringen kann.
Die unterhalb der Ileozäkalklappe befindliche Ausstülpung des Dickdarms wird  Blinddarm (Caecum) genannt und trägt an ihrem unteren Pol den Wurmfortsatz (Appendix vermiformis).

## Erkrankungen
Auf die Dickdarmklappe beschränkte Krankheiten als solche gibt es nicht. Allerdings können Entzündungen des Dünn-, Dick- und Blinddarms auf die Bauhin-Klappe übergreifen und zu einer sogenannten Bauhinitis führen, zum Beispiel durch Morbus Crohn, Colitis ulcerosa oder Ileozäkal-Tuberkulose. Ein Miserere kann die Folge sein. Auch können sich große Gallensteine dort auf dem Weg ins Colon fangen und einen Gallensteinileus verursachen. Im Verdauungstrakt vorkommende Tumoren, wie z. B. das neuroendokrine Karzinom (Karzinoid), können sich hier natürlich gleichfalls manifestieren. Ein Defekt der Klappe kann ursächlich für eine Dünndarmfehlbesiedlung sein.